# Scaphiostreptus diphialephorus
Scaphiostreptus diphialephorus är en mångfotingart som beskrevs av Carl Graf Attems 1914. Scaphiostreptus diphialephorus ingår i släktet Scaphiostreptus och familjen Spirostreptidae. Inga underarter finns listade i Catalogue of Life.